# Alosa mediocris
Alosa mediocris es una especie de pez de la familia Clupeidae en el orden de los Clupeiformes.

## Morfología
Los machos pueden alcanzar 60 cm de longitud total.
- Número de  vértebras: 53-55.[1][2]

## Parásitos
Es parasitado por nematodos, cestodos y trematodas.

## Alimentación
Come pececillos, calamares, cangrejos pequeños y otros crustáceo s, y huevos de peces.

## Distribución geográfica
Se encuentra en el  Atlántico occidental: a lo largo de la costa entre  Maine y Florida (Estados Unidos).